# Dahir Riyale Kahin
Dahir Riyale Kahin, in somalo Daahir Riyaale Kaahin (Quljeedo, 12 marzo 1952), è un politico somalo.
Prima dell'inizio della guerra civile è stato capo della sede di Berbera del NSS, i servizi segreti somali.
È stato il presidente della Repubblica del Somaliland. È divenuto il terzo presidente del Somaliland il 3 maggio 2002, dopo la morte di Ibrahim Egal. Ha poi vinto le elezioni del 14 aprile 2003, rappresentando il Partito Democratico del Popolo Unito, (Ururka Dimuqraadiga Umada Bahawday - UDUB) e si è insediato in carica il 16 maggio 2003.
È nato a Quljeedo, Awdal, nell'impero britannico ed ha studiato in Russia. In passato ha svolto il ruolo di diplomatico presso l'ambasciata somala in Gibuti e di governatore di Awdal. Dal 1997 al 2002 è stato vicepresidente del Somaliland, ruolo attualmente ricoperto da Ahmed Yusuf Yassin. È sposato con Enid Kahin.